# Castillo de Otonel
El castillo de Otonel se encuentra en la aldea del mismo nombre perteneciente al término municipal de Cortes de Pallás, en la provincia de Valencia (España).
La Ficha BIC de la Dirección General de patrimonio Cultural de la Consejería de Turismo, Cultura y Deportes de la Generalidad Valenciana lo considera bien de interés cultural con número de anotación ministerial: R-I-51-0007323, y fecha de anotación 28 de diciembre de 1992.

## Descripción
Lo que se aprecia a inicios del siglo XXI es un recinto circular de pequeñas dimensiones, formado por murallas y torre, pero cuyo estado de abandono hace que su estructura esté oculta bajo huertas por excavar. Los restos confirman, por las técnicas constructivas (mampostería y tapial encofrado combinado con hiladas mampuestos) su origen morisco. Ocupa una superficie de 550 m².

## Historia
Es un castillo medieval, que se cree edificado en los siglos XIII o XIV. Se trataría de una edificación musulmana construida para la defensa de la aldea de Otonel, situada en la Muela de Cortes y dotada de huertas y un manantial, frente a enemigos ya fueran musulmanes o cristianos. Fue un emplazamiento defensivo de los moriscos en su resistencia a la expulsión de 1609. Tras esta, tanto la población como la fortaleza quedaron arruinados.